# Message authentication code

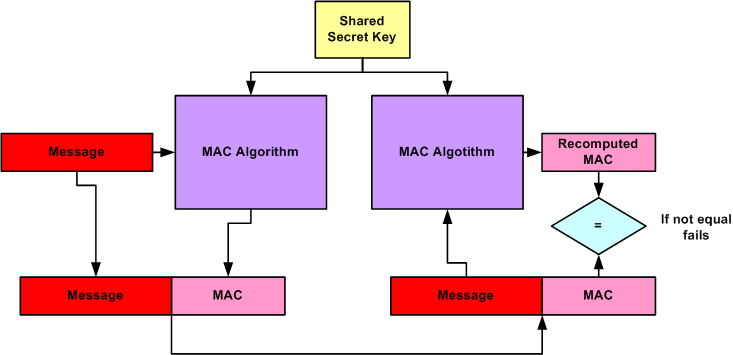
Ověřování zpráv pomocí MAC

MAC funkce (Message Authentication Code) je kryptografická funkce podobná hašovacím funkcím. Rozdíl je, že funkce není jen výsledkem zpracovávaných dat, ale i klíče. Platí tedy:
```
Výsledný otisk = f(text, klíč)
```

Použití je pro symetrické digitální podpisy. Funkce zajišťuje jak integritu, tak autentizaci přenášené zprávy.